# Borgen - Il potere
Borgen - Il potere (Borgen) è una serie televisiva danese che racconta la storia di Birgitte Nyborg, una politica carismatica che inaspettatamente diventa il primo ministro donna di Danimarca. Borgen ("Il castello") è il soprannome di Palazzo Christiansborg, dove hanno sede i tre poteri più importanti dello Stato: il parlamento, l'ufficio del primo ministro e la Corte Suprema.
Nel 2022 Netflix ha prodotto una nuova stagione con il sottotitolo Potere e gloria, dove la protagonista è divenuta ministro degli esteri.

## Trama
Una prima ministra affronta alcuni problemi sia della vita privata sia della politica per il Paese danese.

## Episodi
| Stagione         | Episodi | Prima TV Danimarca | Prima TV Italia |
| ---------------- | ------- | ------------------ | --------------- |
| Prima stagione   | 10      | 2010               | 2013            |
| Seconda stagione | 10      | 2011               | 2013            |
| Terza stagione   | 10      | 2013               | 2014            |
| Quarta stagione  | 8       | 2022               | 2022            |

## Personaggi e interpreti
- Birgitte Nyborg, interpretata da Sidse Babett Knudsen, è la protagonista della serie; è Ministro di Stato della Danimarca nella prima e seconda stagione; dalla terza stagione fonda il partito Nuovi Democratici di cui di seguito è leader. È leader dei Moderati nella prima e nella seconda stagione; sotto la sua guida i moderati ottengono ottimi risultati alle elezioni e riescono a esprimere per la prima volta nella storia un primo ministro donna. Birgitte nella prima stagione è sposata con Philip Christensen, professore e dirigente d'azienda, con il quale ha due figli, Laura e Magnus. I due si separano al termine della prima stagione e divorziano all'inizio della seconda.
- Phillip Christensen, interpretato da Mikael Birkkjær, è il marito della prima ministra danese. Professore e dirigente d'azienda, ha due figli con Birgitte, Laura e Magnus. I due si separano al termine della prima stagione e divorziano all'inizio della seconda.
- Katrine Fønsmark, interpretata da Birgitte Hjort Sørensen. Giornalista, nella prima stagione lavora presso la televisione TV1, nella seconda stagione per il giornale Ekpresen, per poi ritornare a TV1, al TG delle 18.00. Nella terza stagione è Portavoce di Birgitte Nyborg in vista delle primarie dei Moderati e poi dei Nuovi Democratici. Dopo aver avuto una relazione con Kasper diversi anni prima, nella seconda stagione ritorna insieme a Kasper. Tra la seconda e terza stagione ha avuto un figlio con Kasper, Gustav, ma nella terza stagione i due sono separati.
- Kasper Juul, interpretato da Pilou Asbæk, è lo spin doctor di Birgitte Nyborg dalla prima alla seconda stagione. Dalla terza stagione conduce su TV1 insieme a Torben Friis il programma Juul&Friis.
- Torben Friis, interpretato da Søren Malling, è direttore dell'area informazione di TV1.
- Michael Laugesen, interpretato da Peter Mygind, politico e giornalista; fino alla prima stagione era leader dei Laburisti e candidato per il seggio da Ministro di Stato e successivamente è nominato direttore della testata Ekpresen. Noto per i suoi metodi pochi limpidi per raggiungere i propri obiettivi sia nella politica che nel giornalismo, è acerrimo nemico del Governo Nyborg.
- Ulrik Mørch, interpretato da Thomas Levin,è un giornalista della rete TV1 ed ex collega di Katrine Fønsmark.
- Hanne Holm, interpretata da Benedikte Hansen, una giornalista della rete TV1 nella prima e terza stagione, è collega di Katrine Fønsmark nella seconda stagione presso l'Ekpresen. Nelle prime due stagioni soffre di problemi di alcolismo.
- Bent Sejrø, interpretato da Lars Knutzon, politico e mentore di Birgitte Nyborg; fino alla seconda stagione è stato ministro delle finanze. Vice-presidente dei Moderati dalla prima alla terza stagione, passa ai Nuovi Democratici.
- Pia Munk, interpretata da Lisbeth Wulff, è regista/editor della rete TV1. Nella terza stagione ha una relazione con Torben Friis.
- Magnus Christensen, interpretato da Emil Poulsen, è il figlio di Birgitte Nyborg e di Phillip Christensen.
- Laura Christensen, interpretata da Freja Riemann, è la figlia di Phillip Christensen e di Birgitte Nyborg. Nel corso della seconda stagione soffre di attacchi di panico e stress, motivo per il quale è ricoverata in una clinica psichiatrica per un breve periodo, dalla quale esce di nuovo in perfetta forma.
- Lars Hesselboe, interpretato da Søren Spanning. Leader dei Liberali e leader della coalizione di centro-destra, comprendente i Liberali e la Nuova Destra nelle prime due stagioni, e poi comprendente anche i Moderati. È stato Primo Ministro per 7 anni prima di Birgitte Nyborg, in un governo comprendente Liberali e Nuova Destra, ritorna ad esserlo dopo il ritiro della Nyborg dalla politica. Nella terza stagione guida la coalizione di centrodestra, che vince le elezioni ottenendo 84 seggi, non abbastanza però per creare un governo da sola.
- Jon Berthelsen, interpretato da Jens Albinus, politico che dalla terza stagione passa dal gruppo parlamentare dei Moderati Danesi a quella dei Nuovo Democratici. Vegetariano e omosessuale, è un membro potente dei Moderati, quando passa ai Nuovi Democratici è referente per l'economia.
- Erik Hoffmann, interpretato da Kristian Halken, politico che dalla terza stagione passa dal gruppo parlamentare della Nuova Destra, del quale ne è vice - presidente, a quello dei Nuovi Democratici.
- Nete Buch, interpretata da Julie Agnete Vang, politica che dalla terza stagione passa dal gruppo parlamentare dei Moderati a quello dei Nuovi Democratici. Nel corso della terza stagione lascia i Moderati.
- Alexander Hjort, interpretato da Christian Tafdrup, nuovo manager della TV1 nella terza stagione. Giovane, vuole imporre una nuova linea editoriale, non gradita dalla redazione.
- Hans Christian Thorsen, interpretato da Bjarne Heriksen. È un politico, membro dei Laburisti. Nel corso della prima stagione è Ministro della Difesa, per poi diventare Ministro degli Esteri ed infine Leader dei Laburisti nella seconda stagione. Nella terza stagione guida la coalizione di sinistra "La nostra Danimarca" comprendete i Laburisti, Verdi e Unione della Solidarietà.
- Jacob Kruse, interpretato da Jens Jacob Thysen. È un politico danese, membro dei Moderati. Ministro per l'Europa, nella seconda stagione diventa vice-presidente dei Moderati e successivamente viene nominato Commissario Europeo all'integrazione e plurilinguismo. Nella terza stagione è leader dei Moderati e vince le primarie del partito contro Birgitte Nyborg. Sotto la sua guida i Moderati entrano in coalizione con la Nuova Destra ed i Liberali, ed alle elezioni ottengono solo 5 seggi, il minimo storico per il partito.
- Troels Höxenhaven, interpretato da Lars Brygman. È un politico danese, membro dei Laburisti. Discendente da una famiglia di politici, nella prima stagione corre per diventare leader dei Laburisti, venendo sconfitto da Bjørn Marrot. Successivamente diventa Ministro della Giustizia e poi Ministro degli Esteri nella seconda stagione. Proprio nella seconda stagione diventa leader dei Laburisti in seguito alle dimissioni di Bjørn Marrot. Muore suicida nella seconda stagione.
- Søren Raven, interpretato da Lars Mikkelsen. È un economista e professore universitario. Già premio Nobel per l'economia, è consulente per l'economia dei Nuovi Democratici. Ha una storia con Katrine Fønsmark.
- Bjørn Marrot, interpretato da Flemming Sørensen, Ministro degli Esteri e leader dei Laburisti.
- Niels Erik Lund, interpretato da Morten Kirkskov, è il Segretario Permanente del Primo Ministro.

## Produzione
La serie televisiva, ideata e scritta dal produttore Adam Price in collaborazione con Jeppe Gjervig Gram e Tobias Lindholm, è stata trasmessa sulla rete televisiva nazionale danese DR1 dal 26 settembre 2010 al 10 marzo 2013, per un totale di tre stagioni di dieci episodi l'una. In Italia le prime due stagioni sono andate in onda in prima visione assoluta su LaF dall'11 maggio 2013.
Il 29 aprile 2020 è stato annunciato che erano in corso le riprese della quarta stagione, che verrà pubblicata su Netflix il 2 giugno 2022, e che le precedenti stagioni saranno pubblicate su Netflix durante quest'anno.
Nella serie viene nominata più volte l'Italia. In un paio di occasioni i protagonisti citano l'Italia come esempio di Stato caratterizzato da instabilità politica, mentre nella puntata che tratta dell'intervento occidentale in Afghanistan, l'Italia, assieme alla Spagna, è definita "un alleato debole". In un altro episodio della serie, nell'occasione di un rinfresco per la nomina del Commissario europeo danese, cui è invitata la stampa estera, si dice "speriamo che gli italiani non mangino tutto".
Nel 2020 Netflix ha annunciato che ha rinnovato la serie per una 4ª stagione.
Il personaggio di Birgitte Nyborg pare si ispiri all'ex primo ministro Helle Thorning-Schmidt che nel 2011 è stata la prima donna a ricoprire tale incarico.

## Remake
A settembre 2011 la NBC annunciò un remake statunitense della serie. Il remake non fu mai creato, però nel novembre 2013, fu confermato da Adam Price, che HBO e BBC Worldwide stavano iniziando la produzione del remake americano.

## Premi e candidature
- 2010 - Prix Italia
  - Vinto - Miglior serie televisiva drammatica.
- 2011 - Monte-Carlo Television Festival
  - Vinto - Migliore attrice in una serie drammatica a Sidse Babett Knudsen.
- 2011 - Festival International de Programmes Audiovisuels
  - Vinto - Miglior serie o serial televisivo.
  - Vinto - Miglior musica in una serie o serial televisivo a Halfdan E.
- 2012 - International Emmy Award
  - Nomination - Miglior performance di un'attrice a Sidse Babett Knudsen.
- 2012 - British Academy Television Awards
  - Vinto - Premio internazionale.
- 2013 - Monte Carlo TV Festival
  - Vinto - Miglior serie televisiva drammatica europea.
  - Nomination - Miglior serie televisiva drammatica internazionale.
  - Nomination - Migliore attrice in una serie drammatica a Birgitte Hjort Sørensen.